# Монгольско-шведские отношения
Монгольско-шведские отношения — двусторонние дипломатические отношения между Монголией и Швецией, установленные в 1964 году. В 2010 году двусторонний товарооборот между Монголией и Швецией составил 16,9 млн долларов.

## История
Дипломатические отношения между Монголией и Швецией были установлены в 1964 году.

## Экономические отношения
В 2005 году двусторонний товарооборот между Монголией и Швецией составил 1,8 млн долларов. В 2010 году двусторонний товарооборот между Монголией и Швецией составил 16,9 млн долларов. В 2010 году экспорт Монголии в Швецию составил 0,1 млн долларов. В 2010 году экспорт Швеции в Монголию составил 16,7 млн долларов.

## Послы Монголии в Швеции
- Т. Жанабазар (по состоянию на 2023 год)[5].

## Послы Швеции в Монголии
- Х. Сонгеланд (по состоянию на 2023 год)[6].